# Фрик (поэт)
Фрик (арм. Ֆրիկ; около  1234—1315) — армянский поэт. Фрик — псевдоним, настоящее имя неизвестно. Первый армянский поэт, писавший на среднеармянском языке.

## Жизнь и творчество
Биографические сведения сохранились лишь в его стихах. Известны только имя отца и дяди — Тагвош и Додона. Из произведений самого автора явствует, что родился он в начале монгольского завоевания Армении. Жил в Восточной Армении во времена её завоевания татаро-монгольскими войсками, по предположению американского ученого Р. Томсона происходил из Сюника. Предположительно сам поэт был в плену у монголов. Изначально был состоятельным, разорившись, был вынужден вместо податей отдать в залог сына, которого так и не смог выкупить.
По разным источникам сохранились около 45 или более 50 его произведений, лучшие из которых входят в сокровищницу мировой поэзии. Они были собраны автором в сборник «Книга Фрика». Основатель поэзии социального протеста. Часть сочинений написаны на классическом древнеармянском, часть на среднеармянском языке, как писал сам автор: «пишет так ясно, чтобы было понятно каждому». Имеет также образцы любовной лирики, один из самых ярких из которых — стихотворение «Цветок любви». Писал стихи в духе христианского учения о бренности земной жизни («Сердце мое, отчего ты забилось?»). Но и в них, уповая на Бога, ожидая спасения от Него, Фрик осуждает жадность иноземных поработителей. В поэзии Фрика ярко выражены ненависть простого народа к феодальному угнетению и монгольскому игу, его чаяния и думы. В стихотворении «Жалобы» и других произведениях Фрик выступает как большой патриот, осуждающий монгольскую тиранию. В то же время в одном из своих стихотворений Фрик выражает свою симпатию в отношении к Аргун-хану.
Отрывок из стихотворения «Жалобы» в переводе В. Я. Брюсова:  
 
За что ты в гневе на армян,
Как, в недрах Аравийских стран,
Ты некогда евреев гнал?
Изнемогаем мы от ран!
Коль мы негодны ни к чему,
От света отошли во тьму,
И Твой мы заслужили гнев,
Не внемля гласу Твоему,-
Пусть истребит нас без следа
Единый приговор Суда,
Коль воля такова Твоя,
О, Боже, праведный всегда!Фрик

## Оценки исследователей
В. Я. Брюсов особо выделил творчество Фрика в своем историко-литературном очерке «Поэзия Армении и её единство на протяжении веков»: 
Во многих отношениях поэмы Фрика можно назвать сатирами в лучшем смысле слова: поэт с горечью изображает те отрицательные стороны жизни, какие подметил... <...> Поэт как бы начинает грозную тяжбу с создателем, обвиняя в неправедном суде и его, и самую сущность вещей, судьбу (стихотв. "Колесо судьбы"). Дух свободной критики впервые загорается в этих стихах армянского вольнодумца XIV в. ...